# Cacophis squamulosus
Cacophis squamulosus är en ormart som beskrevs av Duméril, Bibron och Duméril 1854. Cacophis squamulosus ingår i släktet Cacophis och familjen giftsnokar och underfamiljen havsormar. Inga underarter finns listade.
Arten förekommer i delstaterna New South Wales och Queensland i Australien. Honor lägger ägg.